# 並木駅
並木駅（なみきえき）は、かつて埼玉県大宮市大字並木（現・さいたま市大宮区三橋一丁目）に存在した、西武鉄道大宮線の停留場。

## 概要
内野駅から鴨川を渡り、三橋の東側中心部に入ったところに存在した。現在の三橋中学校の北に当たる。
列車交換の可能な停留場について記述が揺れている中、確実に交換可能であった停留場の一つである。

## 歴史
- 1906年（明治39年）4月16日：川越電気鉄道により開業。
- 1914年（大正3年）12月：会社合併に伴い、武蔵水電川越東線の停留場となる。
- 1922年（大正11年）
  - 6月1日：会社分離に伴い武蔵鉄道（後の西武鉄道）の停留場となる。
  - 11月17日：川越東線の線名改称に伴い、大宮線の停留場となる。
- 1927年（昭和2年）8月28日 - 9月3日：車庫火災により運休。
- 1940年（昭和15年）12月20日：大宮線休止。
- 1941年（昭和16年）2月25日：大宮線の廃線に伴い廃止となる。

## 廃線後の状況
道路そのものが埼玉県道2号さいたま春日部線（旧国道16号）で拡張を受けており、電停の痕跡は残されていない。

## 隣の駅
西武鉄道
大宮線
内野駅 - 並木駅 - 種鶏場前駅